# 坂本鉄男
坂本 鉄男（さかもと てつお、1930年3月31日 - 2022年4月28日）は、日本のイタリア文学者、コラムニスト。元ナポリ東洋大学教授。

## 人物
神奈川県小田原市生まれ。東京外国語大学イタリア語科卒。東京音楽大学講師、東京外国語大学助教授。
1971年、ナポリ東洋大学の教授に就任。
1970年代半ばからサンケイ新聞の嘱託でイタリアとバチカン市国に関するコラムを2020年12月の引退まで執筆を続けた。
1979年、産経新聞連載の『イタリア通信』でイタリア文化会館のマルコ・ポーロ賞を受賞。
1983年、イタリア共和国功労勲章コンメンダトーレ章授与。
2000年、勲三等瑞宝章を受章。
2002年、ナポリ東洋大学教授を退官。
2022年4月28日、ローマの自宅で死去。92歳。遺体は浴槽で腹を切った状態で発見され、さらにベッドからは妻の遺体も見つかっており、無理心中を図ったとみられている。

## 著書
- 『最新イタリア語文法』イタリア書房（1963年）
- 『イタリア語の入門』白水社（1969年）
- 『標準イタリア会話』白水社（1977年）
- 『現代イタリア文法』白水社（1979年）
- 『チャオ！イタリア イタリア便り』三修社（1986年）
- 『ビバ！イタリア イタリア便り2』三修社（1987年）
- 『イタリア歴史の旅』朝日選書（1992年）

### 共編
- 『大学書林イタリア語小辞典』下位英一共編 大学書林（1962年）
- 『イタリア語小辞典』下位英一共編 大学書林（1979年）
- 『和伊辞典』編 白水社（1988年）

### 翻訳
- カンパネッラ『太陽の都 付・詩篇』現代思潮社 古典文庫（1967年）
- 『にじのみずうみ イタリアむかし話』岩崎ちひろ絵 偕成社（1970年）
- 『歌劇「トゥーランドット」』プッチーニ作曲 日本放送出版協会 オペラ対訳選書（1971年）
- 『椿姫』ヴェルディ音楽 フランチェスコ・マリア・ピアーヴェ台本 アレクサンドル・デュマ・フィス原作 音楽之友社 オペラ対訳ライブラリー（2004年）
- 『トスカ』プッチーニ音楽 ルイージ・イッリカ,ジュゼッペ・ジャコーザ台本　サルドゥ原作 音楽之友社 オペラ対訳ライブラリー（2004年）
- 『セビリャの理髪師』ロッシーニ音楽 チェーザレ・ステルビーニ台本 ボーマルシェ原作 音楽之友社 オペラ対訳ライブラリー（2005年）
- 『ランメルモールのルチーア』ドニゼッティ音楽、ウォルター・スコット原作 音楽之友社 オペラ対訳ライブラリー（2010年）
- 『愛の妙薬』ドニゼッティ 音楽之友社 オペラ対訳ライブラリー（2011年）